# Ace Ventura: Állati nyomozoo junior
Az Ace Ventura: Állati nyomozoo junior (eredeti cím: Ace Ventura Jr.: Pet Detective) 2009-ben bemutatott egész estés amerikai televíziós film, amely az 1994-ben bemutatott Ace Ventura: Állati nyomozó című film előzménye. A forgatókönyvet Jeffery Sank, Jason Heimberg, Justin Heimberg és David Mickey Evans írta, a filmet David Mickey Evans rendezte, a zenéjét Laura Karpman szerezte, a producerei James G. Robinson és David Robinson voltak, a főszerepben Josh Flitter látható. A Morgan Creek Productions készítette, a Warner Home Video forgalmazta.
Az Amerikai Egyesült Államokban 2009. március 1-én mutatta be az amerikai Cartoon Network. Magyarországon az RTL Klub vetítette le.
A film bár maga csak televíziós sugárzásra és DVD forgalmazásra készült, de a kritikusok és nézők részéről kapott értékelés úgy fogalmazott többnyire, hogy egy olyan borzalmasra sikerült franchise, amelyre végképp nem volt szükség. A főszerepet játszó Josh Flitter színészi alkalmatlansága is jól megmutatkozik, illetve, hogy a filmben nincs valódi humor.

## Szereplők
| Szereplő                 | Színész                   | Magyar hang        |
| ------------------------ | ------------------------- | ------------------ |
| ifj. Ace Ventura         | Josh Flitter              | Berecz Kristóf Uwe |
| Laura                    | Emma Lockhart             | ?                  |
| Arnold Plushinsky / Ötös | Austin Rogers             | ?                  |
| 'Russell Hollander       | Art LaFleur               | Forgács Gábor      |
| ifj. Quenton Pennington  | Reed Alexander            | Bogdán Gergő       |
| Melissa Robinson Ventura | Ann Cusack                | ?                  |
| Rex Ventura              | Ralph Waite               | ?                  |
| Szomszéd                 | Jesse Kozel               | ?                  |
| Mr. Pennington           | Brian Patrick Clarke      | ?                  |
| Daniella                 | Aubrey Peeples            | ?                  |
| Emós kölykök             | Ashley és Brooke Milchman | ?                  |